# Opsikion

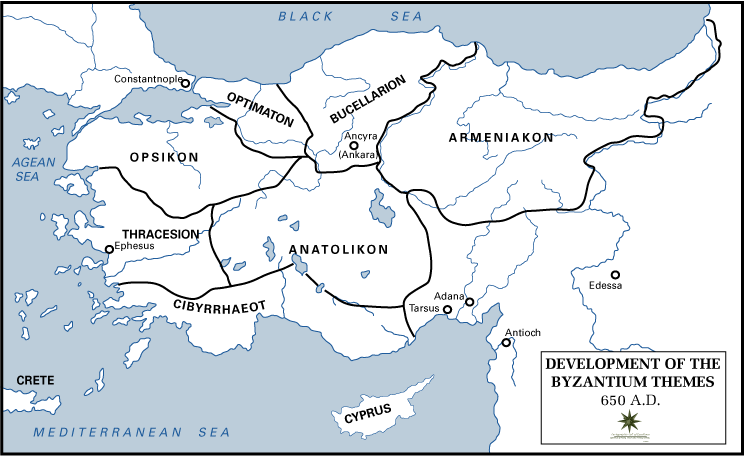
Themata bizantini nel 650.

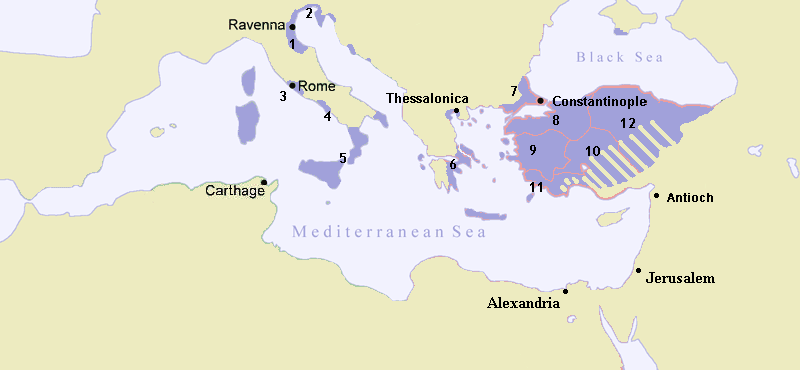
I themata nel 717 (Opsikion 8).

Il thema della Opsikion nel 1045.

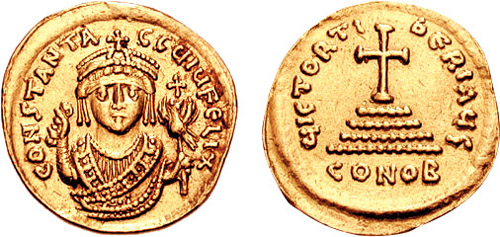
Moneta di Tiberio II Costantino, che fu Komes dal 568?-582.

Opsikion fu uno dei themata dell'Impero Bizantino.

## L'estensione delthemadi Opsikion
Originariamente il suo territorio si estendeva a partire dagli attuali confini della Turchia, in Europa, fino in Asia, comprendendo Nicea ed una grossa fetta del territorio dell'Asia minore posseduto dai Bizantini.
All'epoca, dunque, il thema dell'Opsikion era quello più importante nell'Impero bizantino; comprendeva Adrianopoli, Arcadianopoli, Costantinopoli, Brussa, Nicea e Dorylaeum, le città più importanti di questa regione.
Successivamente l'estensione del thema fu molto ridotta e perdette i confini europei; gli venne lasciata la sola zona vicino a Nicea. Anche la sua importanza diminuì: dal primo posto che occupava passò al quarto; Nicea e Dorylaeon rimasero le sole città di una certa importanza.

## Komes
Il comandante di questa regione non veniva chiamato strategos, bensì komes. Prima dell'instaurazione dei themata, l'Imperatore Costante II (641-648) ordinò al grosso della sua guardia Imperiale di andare in Asia minore, in aiuto dell'esercito regolare, per contenere l'avanzata degli Arabi.
Dopo l'attacco di questi a Costantinopoli i Bizantini riuscirono a riprendersi ed a sconfiggerli ripetutamente. I soldati che erano rimasti al fronte (fra cui le guardie imperiali) riconquistarono tutta l'Asia minore fondando tre grandi themi: Anatolikon, Armeniakon ed, appunto, Opsikion. 
Riassumendo il komes, prima della metà del VII secolo, era il capo delle guardie imperiali; in seguito lo strategos del thema di Opsikon. Le guardie imperiali furono sostituite dalle guardie Variaghe. Il komes, durante il X secolo, percepiva trenta libbre d'oro all'anno.

### Komes ricordati
- Tiberio II Costantino (540-582) fu Komes dal 568?-574; fu imperatore romano dal 574-582.
- Artavasde (VII secolo-VIII secolo) fu Komes dal 717-741 (o 742); fu imperatore romano dal 741 (o 742)-743.

## Soldati
Questa regione forniva unità di cavalleria leggera e arcieri.